# Kod kuće je najgore
Kod kuće je najgore (eng. My Family Right or Wrong) je zbirka priča iz 1977. godine koje je napisao izraelski humorist, satiričar, dramatičar i filmski redatelj Ephraim Kishon. 
Knjiga se prvi put u Hrvatskoj pojavila 1982. godine, te je doživjela više izdanja. Riječ je o svakidašnjim zgodama i nezgodama koje doživljavaju roditelji diljem svijeta. Osoba koju u knjizi Kishon naziva najbolja supruga na svijetu odnosi se na njegovu voljenu ženu Saru. Uvijek nas tijekom priča podsjeća da je njegov sin Amir riđokos. Kada govori o kćeri Renani, onda maestralno opisuje muke s djevojčicom. 
Kod kuće je najgore najprodavanija je i najčitanija knjiga u Izraelu nakon Biblije.[nedostaje izvor]

## Vanjske poveznice
- Kod kuće je najgore, lektire.hr